# İbrahim Müteferrika

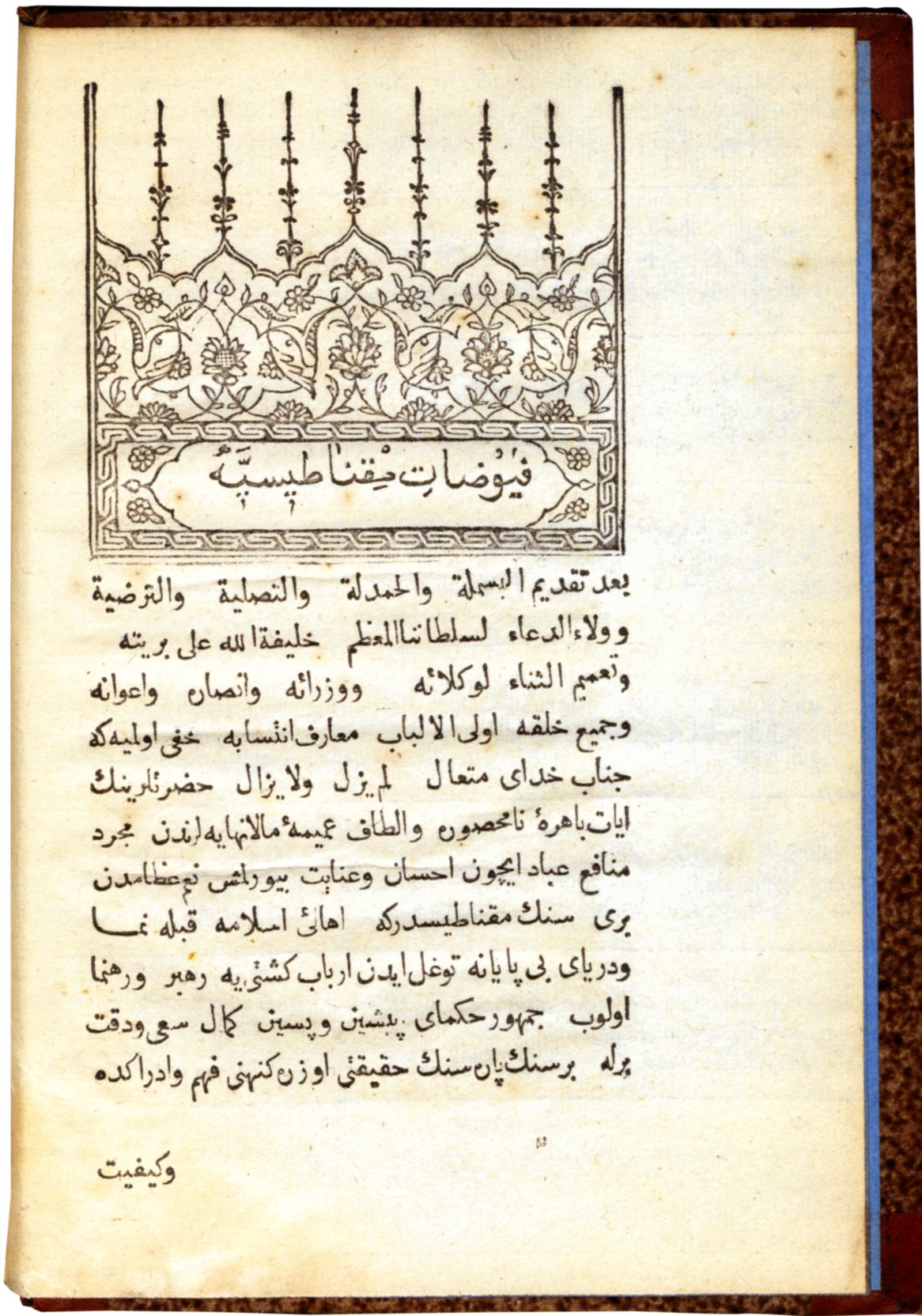
Page de titre du Fayudat-i miqnatisiye (Traité sur le magnetisme) de Müteferrika, imprimé de 1732.

İbrahim Müteferrika, né en 1674 à Kolozsvár (aujourd’hui Cluj-Napoca) et décédé en 1745 à Istanbul, est un diplomate, économiste, écrivain, historien, théologien, sociologue, imprimeur et typographe ottoman d’origine hongroise. Il est le premier musulman à utiliser les caractères métalliques mobiles dans les débuts de l'imprimerie en caractères arabes. À l’imprimerie turque d’Istanbul, il a publié plusieurs livres arabes ou turcs utilisant ses propres fontes dont le premier est un dictionnaire turc-arabe.

## Origines
On sait très peu de choses sur ses origines. Son nom de naissance est inconnu. Il était protestant unitarien, courant répandu en Transylvanie depuis Jean II Szapolyai, et se convertit à l'islam sous le nom d'Ibrahim (Abraham). Müteferrika (chambellan) est un titre de cour qui lui est octroyé sous Ahmed III.

## Carrière diplomatique
Il entre au service diplomatique, participe à des négociations avec le Saint Empire et la Russie et contribue à resserrer l'alliance franco-ottomane en 1737-1739. Il bénéficie du soutien de personnalités comme Osmân Ağa de Timișoara, lui aussi d'origine transylvanienne. Au cours de ses missions, il découvre l'importance de la culture de la Renaissance, des découvertes et des empires coloniaux. L’Ère des tulipes, au début du XVIIIe siècle, est une période où l'Empire ottoman découvre son retard technique et culturel et se montre favorable aux innovations.

## Imprimerie
En 1726, il obtient l'autorisation du grand vizir Nevsehirli Damat Ibrahim Pasha, du grand mufti et du sultan Ahmed III pour imprimer des livres non religieux. Ce sont les premiers ouvrages imprimés en caractères arabes réalisés en milieu musulman : des éditions avaient déjà été réalisées en Italie et dans la communauté chrétienne d'Alep. Il publie 17 ouvrages à caractère scientifique, souvent illustrés de cartes, en arabe ou en turc ottoman. Dans son édition du Cihannüma ("miroir du monde", atlas géographique de Katip Çelebi), il ajoute un commentaire pour discuter la théorie astronomique de l'héliocentrisme.
L'atelier d'imprimerie de Constantinople est fermé en 1742 du fait des protestations de la corporation des copistes soutenus par les janissaires.

## Ouvrages imprimés
Les ouvrages publiés par İbrahim Müteferrika sont parfois désignés comme incunables turcs.
1. Kitab-ı Lügat-ı Vankulu (Sihah El-Cevheri), 2 volumes, 1729 (Dictionnaire turco-arabe[2])
2. Tuhfet-ül Kibar fi Esfar el-Bihar, 1729 (Histoire turque de la conquête des Îles de la Mer Méditerranée, de Malte, de l’Espagne, d’une partie de la France et de l’Algérie[2])
3. Tarih-i Seyyah, 1729
4. Tarih-i Hind-i Gharbi, 1730 (Une description [histoire] des Indes occidentales avec figures de plantes, etc.[2])
5. Tarih-i Timur Gürgan, 1730
6. Tarih-I Mısr-i Kadim ve Mısr-i Cedid, 1730 (Histoire de l'Égypte[2])
7. Gülşen-i Hülefa, 1730 (Histoire des califes de Bagdad[2])
8. Grammaire turque, 1730, lire en ligne sur Gallica
9. Usul el-Hikem fi Nizam el-Ümem, 1732
10. Fiyuzat-ı Mıknatısiye, 1732 (Déviations magnétiques et abrégé d’astronomie en langue turque[2])
11. Cihan-nüma, 1732 (Géographie et histoire du monde par Katip Çelebi)
12. Takvim el-Tevarih, 1733 (Histoire des Turcs[2])
13. Kitab-ı Tarih-i Naima, 2 volumes, 1734 (Histoire turque parlant de la Bosnie, du pays magyar, de la Bulgarie, du voïvode de Valachie Mihai, etc.[2])
14. Tarih-i Raşid, 3 volumes, 1735 (Histoire turque par Râšid efendi[2])
15. Tarih-i Çelebizade, 1741 (Histoire turque d'Isma‘îl ‘Âsim Çelebîzâde[2])
16. Ahval-i Gazavat der Diyar-ı Bosna, 1741
17. Kitab-ı Lisan el-Acem el Müsemma bi-Ferheng-i Şuuri, 2 volumes, 1742

## Œuvre manuscrite
1. Risâle Islâmiyye

## Citation
« Pourquoi les nations chrétiennes, qui étaient si faibles dans le passé comparées aux nations musulmanes, ont-elles commencé à dominer autant de pays aux temps modernes et même à battre les glorieuses armées ottomanes ? ... Parce qu'elles ont des lois et des règles inventées selon la raison. »
Ibrahim Müteferrika, Base rationnelle pour la politique des nations, 1731